# Paul Georges Dieulafoy
Paul Georges Dieulafoy (født 18. november 1840 i Toulouse, død 15. august 1911 i Paris) var en fransk læge. 
Han studerede i Paris, tog doktorgraden 1869 med De la mort subile dans la fièvre typhoide og blev professor i patologi 1886. I sit skrift De l'aspiration pneumatique souscoutanée. Methode de diagnostic et de traitement (1870) indførte han den af van den Corput 1857 opfundne metode til punktur af brysthulen i almindelig praksis. Denne gjordes med en sprøjte, forsynet med en skarp kanyle, og betød et terapeutisk fremskridt, idet man derved lededes til at benytte punktur til helbredelse af væskeansamlinger, efter at en diagnostisk prøvepunktur - således som den kom i brug efter opfindelsen af den pravazske sprøjte omkring 1850 - var gået forud. Punkturen udførtes ofte med aspiration, idet sprøjten kunne gøres lufttom. Han offentliggjorde endvidere: Du diagnostic et du traitement des épanchements aigues et chronique, de la plèvre par aspiration (1872), Traité de l'aspiration des liquides morbides (1873), Des progrès réalisés par la physiologie experimentale dans la connaissance des maladies du système nerveux (1875) og Manuel de pathologie interne (2 bind, 1880-83).